# 생체 시계
생체시계(生體時計, 영어: biological clock)는 생명체가 갖는 일주율, 월주율, 일년율 등의 주기성을 갖는 생체 시계를 가리킬 뿐만 아니라  타이머(timer) 같은 역할 즉 특정시간으로부터 얼마간의 시간이 흘렀는지를 체크하는 타이머 기능도 포함한다.

## 유전자
생명체의 생체시계와 관련된 단백질로는 TIM , CLK, PER 등의 유전자들이 있다고 보고된바있다.

## 항상성
항상성(恒常性,constancy)은 생체가 여러 가지 환경 변화에 대응하여 생명 현상이 제대로 일어날 수 있도록 일정한 상태를 유지하는 성질. 또는 그런 현상을 가리킨다. 생명체는 심리적으로 여러 가지 조건이 바뀌어도 친숙한 대상은 항상 같게 지각하려는 항상성을 갖고있다. 물체의 크기ㆍ모양ㆍ빛깔, 또는 소리를 들은 거리나 빛의 명암 따위의 조건에 따라 달라지는 것이 원칙이지만, 생리적 자극과는 관계없이 항상 같게 지각되는 경향이다.
특히 이러한 항상성기능(恒常性機能)은 생체에서 온도나 화학 물질의 농도 따위를 환경 조건의 변화에도 불구하고 일정하게 유지하는 기능으로 항상성 기능의 기초에는 교묘한 비선형 피드백 기구가 있고, 뇌의 신경계가 관련되어 있다.

## 같이 보기
- 시각교차 위핵